# Chronologie de l'histoire du Québec (1900 à 1930)
Cette section de la Chronologie de l'histoire du Québec concerne les événements entre le début du XXe siècle et l'adoption du Statut de Westminster.

## Années 1900
- 1900 - Élection générale (Québec) : Les libéraux remportent la majorité des sièges.
- 1900 - Le 6 décembre à Lévis, Alphonse Desjardins fonde la première des Caisses populaires Desjardins, qui est aussi la première caisse d'épargne populaire en Amérique du Nord.
- 1900 - Grève générale dans l'industrie de la chaussure à Québec : 5 000 ouvriers et 3 associations sont impliqués. L'intervention de Mgr Louis-Nazaire Bégin comme arbitre permettra de mettre fin à la grève en 1901.
- 1900 - Émeute à Montréal à propos de la seconde guerre des Boers.
- 1901 - À la suite de la grève de la chaussure, à Québec, l'année précédente, le Parlement provincial vote une loi créant les conseils de conciliation et d'arbitrage pour régler les différents industriels. (Loi des différends ouvriers).
- 1901 - La compagnie Montreal, Light, Heat and Power est incorporée.
- 1901 - Invention du biscuit Whippet par Théophile Viau, fils de Charles-Théodore Viau, et création de la boulangerie P.O.M. = Pride of Montreal.
- 1902 - Fondation du Trust général du Canada, la première société de fiducie canadienne-française.
- 1902 - Inauguration à Shawinigan de la Northern Aluminium Company, première usine d’aluminium du Canada.
- 1902 - Le gouvernement provincial nomme une commission chargée d'enquêter sur les obstacles à la colonisation.
- 1902 - Simon-Napoléon Parent, Premier ministre de la Province, convoque une deuxième conférence interprovinciale tenue à Québec.
- 1902 - Le premier congrès des médecins de langue française a lieu.
- 1903 - Le journal Le Canada est fondé à Montréal par Frédéric-Liguori Béique.
- 1903 - Eva Circé-Côté fonde la Bibliothèque municipale de Montréal.
- 1903 - Projet de loi contre les mauvais théâtres.
- 1903 - Fondation de l'Association des journalistes canadiens-français.
- 1903 - Nombreuses grèves à Montréal (Débardeurs, employés de tramways).
- 1903 - Une loi québécoise (ch. 30) fait passer de 12 à 13 ans l’âge minimum pour le travail des garçons dans les fabriques et les usines mais conserve la limite de 14 ans pour les filles.
- 1903 - Le congrès des Chambres de commerce de l’Empire a lieu à Montréal.
- 1903 - L’École de laiterie de Saint-Hyacinthe est achetée par le gouvernement provincial.
- 1904 - Henri Bourassa milite en faveur du bilinguisme officiel des institutions fédérales.
- 1904 - Étienne Desmarteau, 1er Québécois à gagner une médaille d’or aux Jeux olympiques.
- 1904 - Élection générale (Québec) : les libéraux remportent la majorité des sièges.
- 1904 - Le journal Le Nationaliste, fondé par Olivar Asselin et organe de la Ligue nationaliste canadienne fondée l'année précédente, publie sa première édition à Montréal.
- 1904 - L.N. Asselin et F.X. Létourneau fondent Le Progrès du Golfe.
- 1904 - Le 13 mars 1904, l'Association catholique de la jeunesse canadienne-française (l'A.C.J.C.) est fondée par des Jésuites français et tient son premier congrès.
- 1904 - La Société Saint-Jean-Baptiste (SSJB) fonde La Libre Parole.
- 1905 - Créés à même les Territoires du Nord-Ouest, l'Alberta et la Saskatchewan entrent dans la Confédération.
- 1905 - Affaires des Écoles du Nord-Ouest: les minorités françaises du Nord-Ouest se voient refuser les écoles franco-catholiques.
- 1905 - Simon-Napoléon Parent démissionne comme Premier ministre de la Province afin d'assumer, à Ottawa, la présidence de la Commission du chemin de fer Transcontinental. Il est remplacé à la tête du ministère par Lomer Gouin (libéral).
- 1905 - Le département de la Colonisation est séparé de celui des Travaux Publics.
- 1905 - Le département provincial du Travail est créé.
- 1905 - Loi du Dimanche.
- 1905 - Fondation du Cercle Canadien de Montréal à Montréal.
- 1905 - À Saint-Jérôme a lieu le congrès de la colonisation.
- 1905 - Grève des plâtriers et des charretiers à Montréal et intervention de Mgr Bruchési.
- 1905 - Fondation du Collège Macdonald, à Sainte-Anne-de Bellevue, une institution d'enseignement agricole supérieur.
- 1906 - Le 9 mars, adoption de la loi provinciale concernant les syndicats coopératifs, créée spécialement pour que les Caisses populaires Desjardins obtiennent un statut légal qui leur convienne. Desjardins avait préalablement essuyé un refus d'amendement de la loi fédérale des banques.
- 1906 - Le Parti ouvrier fait élire Alphonse Verville lors d'une élection partielle fédérale dans Maisonneuve, circonscription de Montréal.
- 1906 - Première découverte d'or dans la région de Rouyn-Noranda, sur le bord du lac Fortune.
- 1906 - Polémique Fournier-Halden sur l'existence de la littérature canadienne.
- 1906 - Ernest Ouimet introduit le cinéma à Montréal avec son Ouimetoscope.
- 1907 à 1910 - Ouverture d'écoles techniques à Québec et Montréal pour répondre aux besoins de l'industrie qui réclament une main-d'œuvre qualifiée.
- 1907 - La Chambre de commerce de Montréal fonde l'École des hautes études commerciales de Montréal (HEC). Elle recevra ses premiers étudiants en 1910.
- 1907 - Le Pont de Québec, toujours en construction, s'effondre le 29 août : 90 ouvriers perdent la vie.
- 1907 - Le 16 avril, naissance de Joseph-Armand Bombardier à Valcourt.
- 1907 - L'abbé Eugène Lapointe fonde la première union ouvrière catholique à Chicoutimi: la Fédération ouvrière mutuelle du Nord.
- 1907 - Marie Lacoste-Gérin-Lajoie et Mme Frédéric-Liguori Béique fondent la Fédération nationale Saint-Jean-Baptiste, association de féministes (ne pas confondre avec les SSJB).
- 1907 - Adoption d'une nouvelle législation ouvrière provinciale (ch. 39) qui hausse à 14 ans l'âge minimum du travail dans les usines, tant pour les garçons que les filles. Elle exige également certaines exigences minimale de formation : savoir lire et écrire pour les moins de 16 ans ou fréquentation des cours du soir.
- 1907 - Début à Québec de l'Action sociale et à Montréal de la Revue populaire.
- 1907 - F.R. de Rudeval fonde à Paris la collection « Bibliothèque canadienne ».
- 1907 - Mgr Paul Bruchési interdit la représentation de La Rafale au théâtre des Nouveautés.
- 1907 - Le gouvernement du Québec crée une École d'arpentage affiliée à la Faculté des Arts de l'Université Laval et lui adjoindra en 1910 une école de foresterie.
- 1907 - Le journal L'Action Catholique publie son premier numéro en décembre. Il est l'organe de l'Action sociale catholique et, de façon officieuse, de l'archevêché de Québec.
- 1908 - Élection générale (Québec) : Les libéraux remportent la majorité des sièges.
- 1908 - Le gouvernement libéral de Gouin reprend l'idée de créer un ministère de l'éducation ; mais, comme en 1897, l'opposition de l'Église fait avorter l'idée.
- 1908 - Le Conseil de l'Instruction publique cesse de se réunir pendant 52 ans (1908 à 1960). Les Comités confessionnels prennent la relève.
- 1908 - Célébration du troisième centenaire de la fondation de Québec et du deuxième centenaire de Mgr Laval
- 1908 - La province de Québec envoie un agent-général à Londres.
- 1908 - Commencée en 1905, le Macdonald College of Agriculture de McGill est inauguré grâce à la générosité du “roi du tabac”, W.C. Macdonald.
- 1908 - Congrès de l'Association de la jeunesse catholique à Québec (ACJC).
- 1908 - Début de La Revue franco-américaine.
- 1908 - Mgr Louis-Nazaire Bégin interdit une représentation de  "La Tosca" de Victorien Sardou à Québec.
- 1908 - La Congrégation Notre-Dame de Montréal fonde le premier collège classique pour jeunes filles, le Collège Marguerite-Bourgeoys à Westmount. Il faut attendre 1925 pour qu'il s'en fonde un deuxième à Sillery. À la différence des collèges classiques masculins, les collèges classiques féminins n’obtiendront aucune subvention du gouvernement jusqu'en 1959.
- 1909 - La loi relative aux Accidents de Travail est approuvée par le Parlement de la Province. Celle-ci oblige maintenant les patrons à dédommager les ouvriers victimes d'accidents de travail.
- 1909 - Compte tenu des besoins industriels, l'urgence de la situation dans le domaine de la formation technique, conduit le gouvernement canadien à créer la Commission royale d'enquête sur l'enseignement technique.
- 1909 - Congrès de la «Tempérance» à Québec.
- 1909 - Emprisonnement de Jules Fournier, directeur du journal Le Nationaliste, à la suite d'un procès pour libelle intenté par le premier ministre Lomer Gouin.
- 1909 - Joseph Barnard fonde Le Bien public.
- 1909 - Début du Terroir.
- 1909 - Les Canadiens de Montréal voient le jour

## Années 1910
- 1910 - Henri Bourassa fonde le quotidien généraliste Le Devoir, qui succède à l'hebdo partisan Le Nationaliste, dont les journalistes Olivar Asselin et Jules Fournier se joignent au nouveau journal. Ce quotidien est particulier par sa charte qui force l'entreprise à rester indépendante.
- 1910 - Adoption de la loi relative aux heures de travail des femmes et des enfants dans certaines manufactures pour adoucir leurs conditions de travail.
- 1910 - L’Église catholique s’est opposée en 1901 à un projet de loi voulant instituer un minimum de scolarité obligatoire. Il ne faut donc pas s’étonner du fait qu’en 1910 à peine 4 % des franco-catholiques atteignent la 5e année primaire (fréquentée de façon universelle chez les anglo-protestants) et 1 % la 7e.
- 1910 - du 6 au 11 septembre a lieu le Congrès eucharistique de Montréal, le premier de ces congrès catholiques mondiaux à avoir lieu en Amérique. L'histoire en retiendra le discours de Henri Bourassa en faveur de la langue française, alors que circulait l'idée d'unir les Canadiens-français aux catholiques anglophones d'Amérique par l'abandon de la langue française.
- 1910 - Une quatrième conférence interprovinciale est tenue à Ottawa.
- 1910 - Ouverture de l’Abitibi à la colonisation.
- 1910 - Première convention annuelle de la Fédération des Chambres de Commerce de la province de Québec.
- 1910 - 1er avion à survoler Montréal.
- 1911 - Première découverte d'or dans la région de Malartic-Val-d'Or. Mais ce n'est qu'en 1928 que les résultats d'exploration sur cet indice sont suffisamment encourageants pour l'exploitation de la mine Sullivan.
- 1911 - La Faculté de droit de l'Université McGill s'ouvre aux femmes. Toutefois, les premières diplômées ne peuvent pratiquer leur profession puisque le Barreau refuse les femmes jusqu'en 1941.
- 1911 - Le Comité catholique intègre en 1911 la catégorie des écoles maternelles aux structures scolaires existantes.
- 1911 - Création d'un troisième transcontinental, le Canadien-Nord, reliant Montréal et Port-Arthur.
- 1912 - Avec le consentement du Québec, Le Parlement de la Puissance fait s'étendre la frontière nord du Québec jusqu'au détroit d'Hudson avec le Boundaries Extension Act.
- 1912 - Le Règlement 17 voté par le Parlement de l'Ontario limite l'enseignement du français aux deux premières années du primaire. Cela encouragera la méfiance des francophones à l'égard du Canada anglais, en particulier lors de la crise de la conscription.
- 1912 - Création d’un département de chimie à l’Université McGill.
- 1912 - Élection générale (Québec) : Les libéraux remportent la majorité des sièges.
- 1912 - Le Parlement de la Puissance adopte une loi de l’enseignement agricole qui «instaurait, pour la première fois, un programme conjoint en matière d’éducation. L'État fédéral avait profité de sa prépondérance sur les provinces, en matière d’agriculture et d’immigration, pour adopter cette loi[1].»
- 1912 - Les municipalités sont autorisées à emprunter avec la garantie du Gouvernement, pour la construction de bonnes routes.
- 1913 - Création du Bureau des Statistiques du Québec.
- 1913 - Création du service agronomique au ministère de l'Agriculture du Québec et nomination des six premiers agronomes.
- 1914 - Début de la Première Guerre mondiale.
- 1914 - Le 29 mai, le paquebot du Canadien Pacifique Empress of Ireland coule au large de Sainte-Luce causant la mort de 1012 personnes. La ville de Rimouski se mobilise pour accueillir des centaines de survivants[2].
- 1914 - Création du ministère provincial de la Voirie.
- 1914 - Formation de la première coopérative de semences au Québec, à Sainte-Rosalie.
- 1915 - L'Assemblée législative proteste contre l'abolition du français en Ontario.
- 1915 - Inauguration du chemin de fer Transcontinental entre Québec et Winnipeg.
- 1915 - Nomination d'un agent-général de la province en Belgique.
- 1916 à 1922 - Les femmes obtiennent le droit de vote dans toutes les provinces canadiennes ainsi qu'au fédéral en 1917. Seule la province de Québec fait exception jusqu'en 1940.
- 1916 - L'anglais devient la seule langue d'enseignement autorisée dans le réseau scolaire public du Manitoba. L'importante communauté francophone se voit forcée d'envoyer ses enfants à l'école anglaise jusqu'en 1970.
- 1916 - Élection générale (Québec) : Les libéraux remportent la majorité des sièges.
- 1916 - Création à Ottawa du Conseil national de recherches. Pour la première fois, un organisme fédéral gérait un programme de subventions directes aux universités et aux chercheurs sans passer par l’entremise des provinces.
- 1916 - La travée centrale du pont de Québec s’effondre au moment de sa mise en place. Treize hommes perdent la vie.
- 1917 - Plusieurs manifestations violentes ont lieu au Québec à la suite de l'imposition de la conscription par le gouvernement fédéral. Voir la  Crise de la conscription de 1917.
- 1918 - En réaction à la crise de la conscription, le député libéral Joseph-Napoléon Francœur dépose une motion proposant l'indépendance du Québec, si les autres provinces croient que le Québec est un obstacle au développement du Canada. Lomer Gouin le convainc de retirer sa motion avant le vote.
- 1918 - Lionel Groulx devient le premier prêtre catholique à dénoncer publiquement les injustices à l'endroit des francophones. Il dénonce le visage unilingue anglais de Montréal, l'absence du français sur la monnaie canadienne, les notes bancaires, etc., et aussi l'absence du français à Ottawa, la capitale fédérale.
- 1918 - La Faculté de médecine (1918) puis la Faculté d'art dentaire (1922) de l'Université McGill ouvrent leurs portes aux femmes.
- 1918 - Première convention des Unions Ouvrières Nationales Catholiques.
- 1919 - Le 8 mai, une branche de l'Université Laval installée à Montréal en 1878 devient autonome. C'est la naissance de l'Université de Montréal.
- 1919 - Élection générale (Québec) : Les libéraux remportent la majorité des sièges.
- 1919 - Le 10 octobre, la compagnie de chemin de fer du Grand Tronc est achetée par le gouvernement fédéral.
- 1919 - La Loi du salaire minimum des femmes est adoptée par le Parlement de la province. Il faudra attendre 1937 pour les hommes et les enfants.
- 1919 - Création des écoles techniques de Hull, Saint-Hyacinthe et Sherbrooke.
- 1919 - Un référendum provincial sur la prohibition des liqueurs alcooliques est rejeté par le peuple.
- 1919 - La vaccination antivariolique devient obligatoire pour l'entrée à l'école.
- 1919 - Premier congrès des Cercles des Fermières.

## Années 1920
- 1920 - La compagnie Price Brothers et la compagnie Canadian International Paper sont incorporées. Leur capitalisation respective est fixée à 60 et à 20 millions $.
- 1920 - Fondation de la Faculté des sciences de l’Université de Montréal. C’est la première faculté des sciences au Canada français. La Fondation Rockefeller fournira 25 000 $ annuellement pendant dix ans pour équiper les laboratoires de physique, de chimie et de biologie.
- 1920 - Fondation à l’Université de Montréal de la Faculté des sciences sociales, économiques et politiques. Toutefois, cette dernière demeurera plus d’un quart de siècle un lieu de culture, non de formation.
- 1920 - Fondation de l'École d'agriculture de Sainte-Anne-de-la-Pocatière qui donne naissance à la Faculté d'agriculture de l'Université Laval.
- 1920 - Le mélèze a pratiquement disparu des forêts du Québec à la suite d'une infestation de la mouche à scie.
- 1920 - Un Congrès de la Fédération américaine du travail se tient à Montréal.
- 1920 - La première Semaine sociale est tenue à Montréal.
- 1920 - Marie-Anne Houde est jugée coupable du meurtre d'Aurore Gagnon, sa belle-fille qu'elle martyrisait depuis des années. L'histoire Aurore, l'enfant martyre deviendra deux pièces de théâtre (1921, 1982) et deux films (1952, 2005). La pièce de 1921 est la pièce la plus jouée dans l'histoire du Québec.
- 1921 - Inauguration du Musée McCord.
- 1921 - Le parlement provincial adopte la Loi des grèves et contre-grèves municipales.
- 1921 - Grève des pompiers et des policiers de Québec.
- 1921 - La loi de l’Assistance publique est votée par la législature provinciale.
- 1921 - Le gouvernement du Québec institue la  « Commission des Liqueurs » et assume le contrôle des boissons alcooliques sur son territoire.
- 1921 - Le Ku Klux Klan s'établit à Montréal. Le groupe serait à l'origine de nombreux incendies criminels qui détruisirent des institutions religieuses.
- 1921 - Création de l’École supérieure de chimie à l’Université Laval. La fondation de cette école a été rendue possible grâce au versement de un million par le gouvernement provincial et grâce aussi à une levée de fonds, organisé à Québec auprès de la population et des industriels, dont le thème était : «Le temps est venu de former des chimistes pour l’industrie».
- 1921 - En septembre, fondation à Hull de la Confédération des travailleurs catholiques du Canada (CTCC).
- 1922 - Une équipe de chercheurs de la Faculté de médecine de l’Université de Toronto découvre l’insuline; découverte majeure qui vaudra à ses chercheurs le prix Nobel de médecine.
- 1922 - Fondation de la Société de biologie de Montréal. Elle se donne pour objectif la recherche et la vulgarisation.
- 1922 - Loi pour encourager l’enseignement forestier, l’enseignement de la papeterie et activer les recherches forestières.
- 1922 - Joseph-Armand Bombardier construit son premier véhicule pouvant circuler sur la neige.
- 1922 - La station de radio CKAC de Montréal se met à diffuser sur les ondes. C'est la première radio commerciale du Québec.
- 1922 - Fondation de l'École des beaux-arts de Montréal et de l'École des beaux-arts de Québec.
- 1923 - Élection générale (Québec) : les libéraux remportent la majorité des sièges.
- 1923 - Fondation de la Société canadienne d'histoire naturelle et de l’Association canadienne-française pour l'avancement des sciences (ACFAS) qui incorpore la Société canadienne d’histoire naturelle. L’Acfas, à ses débuts, se contente d’organiser des conférences et de promouvoir les sciences par la vulgarisation.
- 1923 - Inauguration de l'Institut de Radium à l'Université de Montréal.
- 1923 - Implantation de la communauté des Frères de la Miséricorde.
- 1924 - L’amalgamation de la Banque d'Hochelaga et de la Banque Nationale est annoncée le 2 janvier.
- 1924 - Grève des ouvrières de la manufacture Eddy à Hull.
- 1924 - Le 1er mai, fondation de l’Union Catholique des Cultivateurs (UCC).
- 1924 - Louis-Janvier Dalbis fonde l’Institut scientifique franco-canadien avec l’appui de personnalités scientifiques et politiques. Il sera inauguré en 1927.
- 1924 - La Fondation Rockefeller accepte de financer la création d’un centre de recherche à la clinique universitaire du Royal Victoria qui est - avec le Montreal General Hospital - l’une des deux cliniques universitaires rattachées à l’Université McGill depuis 1919.
- 1925 - Le gouvernement du Québec, appuyé par la Fondation Rockefeller, organise un système d'unités sanitaires de comtés.
- 1925 - Création d'Asbestos Corporation, consortium regroupant plusieurs entreprises exploitant les mines d'amiante.
- 1925 - Un jugement du Conseil privé définit les droits et privilèges des gouvernements fédéral et provinciaux concernant le lit des rivières.
- 1925 - Invasion importante du hanneton commun qui dévore les feuilles des érables, des ormes et d'autres arbres de l'est du Québec.
- 1926 - Grève des travailleurs de la chaussure de Québec.
- 1927 - Commencé en 1926, le barrage Mercier sur la rivière Gatineau est terminé, constituant le troisième plus grand réservoir artificiel du monde.
- 1927 - Élection générale (Québec) : les libéraux remportent la majorité des sièges.
- 1927 - Le Conseil privé de Londres fixe la frontière entre le Labrador et le Québec sans le consentement de ce dernier. La question n'est toujours pas officiellement réglée à ce jour.
- 1927 - Le premier avril, en vertu d'une nouvelle loi, les députés de l'Assemblée législative n'ont plus à démissionner pour ensuite participer à une élection partielle s'ils veulent être membre du Conseil des ministres.
- 1927 - Inauguration de l’Institut scientifique franco-canadien (ISFC). Son objectif est de raffermir les liens avec la France en accueillant des professeurs invités.
- 1927 - Inauguration d'un service postal aérien entre La Malbaie et Sept-Îles.
- 1928 - Le Conseil privé de Londres penche en faveur des femmes qui revendiquaient depuis longtemps d'être légalement reconnues comme des personnes morales en droit.
- 1928 - Inauguration d'un service postal aérien entre Rimouski, Montréal, Ottawa et Toronto de même qu'entre Montréal et New-York.
- 1929 - Loi accordant un certain octroi pour promouvoir l’enseignement agricole; 500 000 $.
- 1929 - Loi autorisant un certain octroi pour l’Université de Montréal : un million $.
- 1929 - La bourse de Wall Street s'effondre. C'est le début de la Grande Dépression.
- 1929 - Ouverture de la voie carrossable sur le pont de Québec.
- 1929 - Inauguration du poste de radio de la province.

## Années 1930
- 1930 - Aux élections fédérales du 28 juillet, les conservateurs de Richard Bedford Bennett défont les libéraux.
- 1930 - Inauguration du Pont Jacques-Cartier (le pont du Havre) à Montréal.
- 1930 - Le R100, dirigeable de la Grande-Bretagne, traverse l'Atlantique et s'arrime au mât d'amarrage à Saint-Hubert, près de Montréal.
- 1930 - Le ministère des mines du Québec forme un service d’étude biologique des eaux
- 1930 - Loi autorisant un certain octroi à l’Université Laval relativement à la création et au maintien d’un institut de biologie qui s’oriente vers le service au milieu en se spécialisant en bactériologie et d’hygiène alimentaire. La loi autorise une subvention annuelle de 50 000 $.
- 1930 - La législature vote, le 4 décembre, la Loi de l'Aide aux Chômeurs, ratifiant ainsi la convention conclue entre les autorités fédérales et la province de Québec.
- 1930 - Le nombre de circonscriptions électorales au Québec passe de 75 à 90